# Liste der Naturdenkmale in Wald-Michelbach
Die Liste der Naturdenkmale in Wald-Michelbach nennt die im Gebiet der Gemeinde Wald-Michelbach im Landkreis Bergstraße in Hessen gelegenen Naturdenkmale.

## Liste
| Bild            | Bezeichnung                          | Ortsteil, Lage                                      | Beschreibung | Art         | Nr.        |
| --------------- | ------------------------------------ | --------------------------------------------------- | --- | ----------- | ---------- |
| BW              | Stieleiche (Quercus robur)           | Wald-Michelbach 49° 33′ 17,2″ N, 8° 51′ 3″ O        | Aufgrund hohen Alters, besonderer Stärke und Formschönheit geschützte Stieleiche.                                                     | Stiel-Eiche | 431.21-111 |
| Fotos hochladen | Granitfelsen bei der Huy'schen Mühle | Wald-Michelbach 49° 33′ 58,4″ N, 8° 50′ 31,5″ O     | Aufgrund naturgeschichtlichem Wert geschützte Granitfelsen am Ulfenbach.                                                              |             | 431.21-112 |
| BW              | Adam-Walter-Eiche (Quercus robur)    | Kreidach 49° 33′ 49,6″ N, 8° 48′ 6″ O               | Aufgrund ihrer besonderen Größe, außergewöhnlicher Formschönheit und mächtiger freier Krone geschützte Stieleiche.                    | Stiel-Eiche | 431.21-114 |
| BW              | Rotbuche (Fagus sylvatica)           | Wald-Michelbach 49° 33′ 55″ N, 8° 50′ 16,2″ O       | Aufgrund ungewöhnlicher Formschönheit und Verastung geschützte mächtige Rotbuche.                                                     | Rotbuche    | 431.21-115 |
| BW              | Lindengruppe (Tilia cordata)         | Ober-Schönmattenwag 49° 32′ 33,8″ N, 8° 52′ 12,3″ O | 3 Winterlinden am Ausgang des Ellenbachtals/Straße nach Raubach; geschützt aufgrund hohen Alters und besonderer Stärke als Baumgruppe | Winterlinde | 431.21-81  |